# Volkswagen BlueSport
La Volkswagen BlueSport (chiamata pure Bluesport Concept o Concept BlueSport
è una concept car costruita dalla casa automobilistica 
nel 2009.

## Profilo e contesto
La vettura è una roadster a due porte e posti, presentata al Salone di Detroit del 2009 e progettata dal team diretto da Walter de Silva.
Realizzata su di un autotelaio di nuova concezione a trazione posteriore con motore centrale/trasversale, è alimentata da un motore diesel TDI da 2,0 litri che produce circa 180 CV (134 kW) e 353 Nm, abbinato ad un cambio DSG a doppia frizione a sei marce.
La vettura nei piani aziendali doveva essere sviluppata e basata su una piattaforma con nome in codice Mimo (per Mittelmotor o motore centrale) o 9X1, da condividere tra i marchi del Gruppo Volkswagen, tra cui anche Audi e Porsche. La versione Audi avrebbe dovuto chiamarsi Audi R4 o R5, mentre la variante Porsche avrebbe dovuto inspirasi alla Porsche 356 roadster posizionandosi sotto la Boxster, come modello entry level.